# Spermacoce paulista
Spermacoce paulista är en måreväxtart som först beskrevs av Elsa Leonor Cabral och Nélida María Bacigalupo, och fick sitt nu gällande namn av Ined.. Spermacoce paulista ingår i släktet Spermacoce och familjen måreväxter. Inga underarter finns listade i Catalogue of Life.